# Фатима аль-Фихри
Фатима бинт Мухаммад аль-Фихри (араб. فاطمة بنت محمد الفهري‎; IX век, Кайруан, совр. Тунис — 880, Фес, совр. Марокко) — основательница мечети и медресе аль-Карауин в Фесе.

## Биография
В 859 году основала при мечети медресе, которое на сегодняшний день является старейшим в мире университетом. Мечеть в настоящее время также функционирует, и является одной из крупнейших в Северной Африке.
Была дочерью богатого купца, получила хорошее образование. Семья эмигрировала в Фес из города Кайруан (совр. Тунис), поэтому мечеть и медресе носят это название.
Её сестра Марьям спонсировала мечеть аль-Андалуса и вместе с сестрой стала в ряд женщин-основательниц мечетей.
При медресе основала библиотеку. В мае 2016 года библиотека была вновь открыта после реставрации. Коллекция из более чем 4000 рукописей включает в себя Коран IX века и ранние сборники хадисов.